# Les Babalous
 (décembre 2021).
Les Babalous puis Les Babalous en vacances est une série d'animation franco-canadienne en 130 épisodes de cinq minutes, créée par Jean-Luc Morel. La première saison a été diffusée à partir du 4 septembre 1996 sur France 3 dans l'émission Bonjour Babar. La deuxième saison a été diffusée à partir du 28 juin 1999 sur France 3 dans l'émission Les Minikeums, puis en 2005 sur France 3 dans l'émission France Truc, puis en 2003 sur France 5 dans l'émission Debout les Zouzous, et rediffusée sur TiJi.

## Synopsis
Quand la famille du jeune Kevin dort, les objets de la maison, eux, s'amusent et vivent de trépidantes aventures, que ce soit dans la cuisine, le garage, le grenier ou encore le jardin. Et ils sont nombreux les objets communément appelé les Babalous ; les plus récurrents étant Petit Crayon, Pinceau, Bébé Torchon, monsieur Bol, madame Éponge, Petite Cuillère, miss Brosse à dent, madame Fourchette, Marteau, Nounours, Maman Torchon, ruban adhésif et les sœurs Pantoufle. 
On trouvera aussi de temps à autre d'autres personnages tels Couteau, Clé à molette, Joe l'assiette, Parapluie, porte-plume, Petit Bouton, Aiguille, madame Bobine, monsieur Bouchon, miss brosse à chaussure, sèche-cheveux, Cotillon, monsieur Plumeau, Correcteur liquide, Casserole, Pelle, Balayette et bien d'autres encore ! 
Puis lorsque sept heures arrivent, Réveil demande urgemment à tout le monde d'aller se remettre en place avant le réveil des humains. 
Enfin, quand nos héros sont en vacances à bord d'un camping-car grâce à leurs propriétaires, ils vivent de riches aventures sur la plage où ils feront des rencontres insolites... (Source : Planète Jeunesse)

## Voix
- Roger Carel : M. Bol, Clé à molette, Parapluie
- Maïk Darah : Mme Fourchette, Miss Brosse à dent
- Annabelle Roux : Petite Cuillère, Kevin
- Claude Chantal : Maman Torchon
- Francette Vernillat : Bébé Torchon
- Gilles Laurent : Petit Crayon
- Luq Hamet : Réveil
- Jane Val : Mme Éponge

## Fiche technique
- Maisons de production : France Animation, CINAR, France 3, Ravensburger, Videal
- Réalisation : Rémy Husson
- Producteur exécutif : Christophe Izard
- Scénaristes : Françoise Charpiat, Catherine Cuenca, Sophie Decroisette, Christophe Izard, Eric Paul Marais, Catherine Guillot-Bonté, Patrick Galliano, Joseph Mallozzi,...
- Story-boards : Didier Degand, Alain de Lannoy, Jean Sarault, Hélène Cossette, François Brisson, Luc Savoie, Pierre Roland
- Direction de la production : Patricia Robert, Lesley Taylor
- Productrice adjointe: Elisabeth Bazerli
- Production délégué : Christian Davin (Saison 1), Giovanna Milano (Saison 2)
- Animation : Animation Entreprises LTD, France Animation, Cinar Animation Inc.
- Conception graphique : Daniel Orgeval
- Direction de l'animation : Didier Degand (Saison 1), Wilfrid Manebard (Saison 2)
- Direction de l'écriture : Christophe Izard, Thomas LaPierre
- Recherches graphiques : Ted Production, Elisabeth Bazerli, Alain de Lannoy, Jean-Pierre Jacquet, Pascal Pinon, Brigitte Reboux
- Layout : 352 Production, Marc Camelbeke, Didier Degand (Saison 1), Pierre Sujol, Jean-Baptiste Cuvelier (Saison 2)
- Musiques : Jimmy Tanaka

## Épisodes

### Première saison:Les Babalous(1996)
1. La Vaisselle de bébé torchon
2. Une maille à l'endroit
3. Une nuit noire d'encre
4. Grand huit pour les pantoufles
5. Le Château de sable
6. Dix sur dix petit crayon
7. SOS pantoufles
8. Grand froid pour bébé torchon
9. Madame Cafetière perd la tête
10. La Pêche miraculeuse
11. Idées noires
12. C'est pas du gâteau
13. Une partie de cache cache
14. L'Heure c'est l'heure
15. Bombe glacée pour les pantoufles
16. La Rivale de Miss Brosse à dent
17. Qui es-tu ?
18. Rose bonbon pour Monsieur Bol
19. Bon appétit Monsieur Aspi
20. Les Belles de nuit
21. Ribambelles et cotillons
22. Et que ça saute
23. En route pour Hollywood
24. Une nuit bondissante
25. Mont Everest
26. SOS bouchon
27. Nounours oublié
28. Dans le feu de l'action
29. L'Heure est grave
30. Ne touchez pas au frisbee
31. Les Chercheurs d'or
32. Surprise de Kenn
33. Le Petit Bouton perdu
34. Pot de colle
35. Drôle de Père Noël
36. Le Garage en folie
37. Madame Fourchette dans le pétrin
38. OK Babalous
39. Un secret bien gardé
40. La Grande Fatigue de Madame Eponge
41. Gare au verglas
42. Sauvetage à l'aquabaignoire
43. Séance de photo
44. Ouf on a eu chaud !
45. Un beau dégât
46. Peinture et cirage font bon ménage
47. À la plage
48. Le Toboggan
49. Des paillettes sous Plumettes
50. Les Folies de Madame Fourchette
51. Retour à la terre
52. Joe l'incassable
53. Petite Cuillère garde la tête froide
54. Fleurs de papier
55. Esprit es tu là ?
56. Gare à Cotillon
57. Bébé torchon n'aime pas l'orage
58. Les Divas sont jalouses
59. Où sont les clés ?
60. La Boule de neige
61. Coup de klaxon chez les Babalous
62. Robi est malade
63. Chevalier de la nuit
64. Une mission clé
65. La Chasse au trésor

### Deuxième saison:Les Babalous en vacances(1999)
1. Copains copines
2. La danse du crabe
3. La fondue au fromage
4. Le rêve de Pantoufle
5. Coup de blues de bébé Torchon
6. Un pari stupide
7. Monsieur je sais tout faire
8. Une course pas comme les autres
9. À la rescousse de Pantoufle
10. Les Babalous secouristes
11. L'abominable homme de paille
12. Le fantôme de Pitchoum
13. La corvée de Plumette
14. Madame Boussole a perdu le Nord
15. Accident de parcours
16. Œufs de Pâques
17. Sauvons la plage
18. Coup de chaleur sur la campagne
19. Bijouterie au clair de lune
20. La nuit des sosies
21. Les aventuriers de l'étoile perdue
22. Les deux font la paire
23. Un Babalou de trop
24. À chacun ses noisettes
25. Une bouteille à la mer
26. Le grand vol
27. Une lueur dans la nuit
28. Yéti par ci, Yéti par là
29. La bonne méthode
30. La carte du trésor
31. Oh la jolie fleur
32. L'envol de Rouge-gorge
33. Le trèfle à quatre feuilles
34. Vive la liberté
35. Le prince charmant
36. Ça glisse au pays des Babalous
37. Attention aux champignons
38. Zizanie chez les Babalous
39. Salut l'artiste
40. Pas facile d'être un couteau
41. L'escale infernale
42. Victor
43. Parcours piégé
44. Booky perd la mémoire
45. Coup de soleil
46. Coin-coin
47. Romance au clair de Lune
48. Le coq
49. Nuit d'orage
50. La colère des abeilles
51. Mais qui en veut à Fourchette ?
52. Tag
53. Joe le portable
54. Tremblement de glace sur le nève
55. Le bain de minuit
56. Le château assiégé
57. La grande lessive
58. Chauve qui peut
59. Touchez pas à Tirelire
60. Miroir, mon beau miroir
61. Le rythme dans la peau
62. Les Babalous font du cinéma
63. Les Babalous spéléologues
64. Camping car en pagaille
65. Un Babalou qui a du nez